# François Giroust

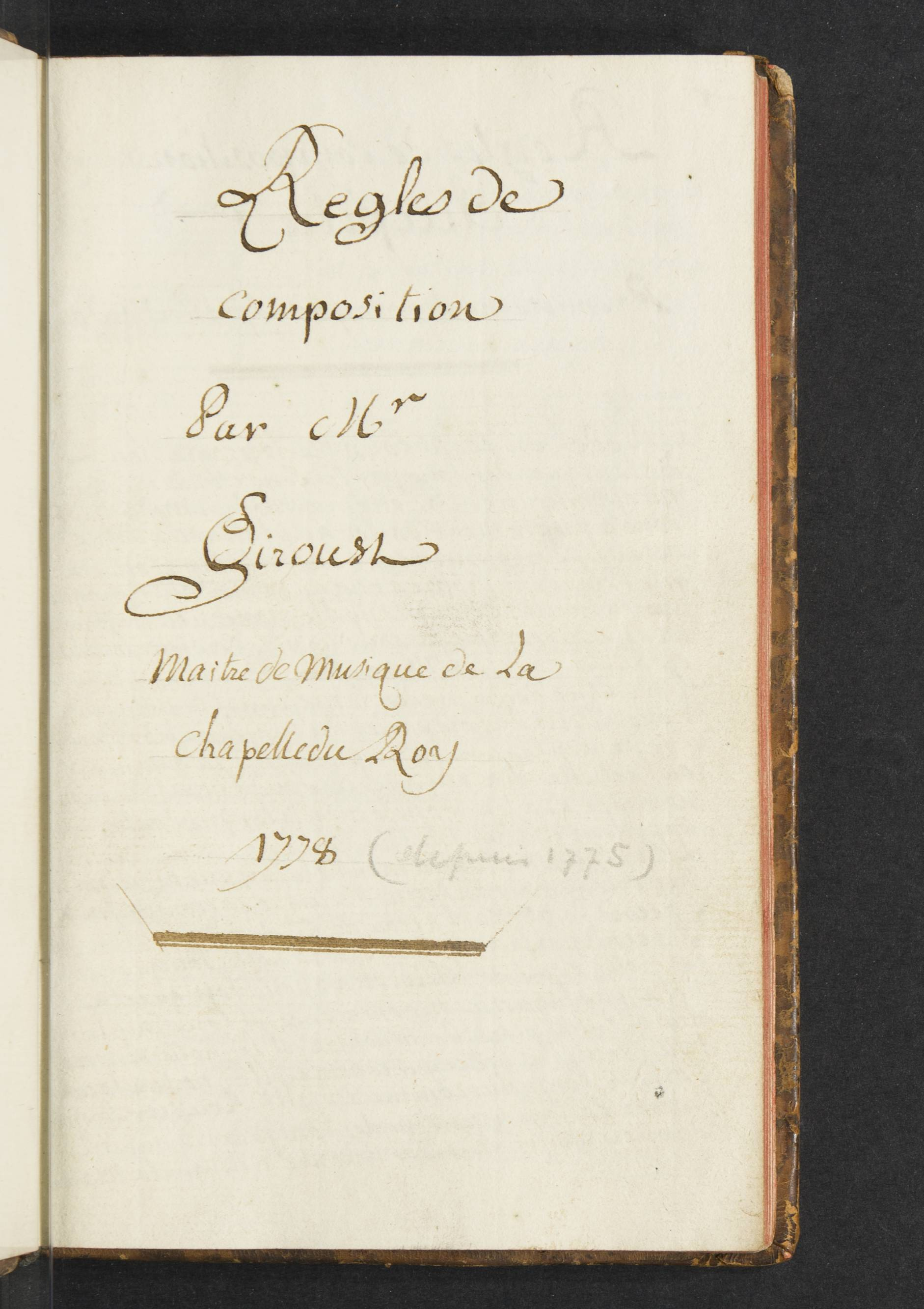
Eerste pagina van François Girousts Regles de composition.

François Giroust (10 april 1737 – 28 april 1799) was een Frans componist. Hij werd geboren in Parijs, waar hij de laatste maître van de Chapelle royale was voor de aanvang van de Franse Revolutie. Hij stierf op 62-jarige leeftijd te Versailles.

## Biografie
Giroust studeerde tot 1748 aan de Notre-Dame van Parijs bij Louis Homet (1691-1767). Hij zette daarna zijn studies verder bij Antoine Goulet. Later werd hij aangesteld als maître de musique (Kapelmeester) aan de kathedraal van Orléans, een positie die hij behield tot 1769. Hij leidde ook de muziekacademie van Orléans (1757-1765), welke tijdens zijn aanstelling veel succes genoot.
In 1768 wonnen twee van Girousts werken zowel eerste als tweede plaats in een compositiewedstrijd voor het Concert Spirituel, georganiseerd door het Tuilerieënpaleis te Parijs. Dankzij de resultaten van deze wedstrijd werd hij aangesteld als kapelmeester van de Saint-Innocents kerk te Parijs.
Op 17 februari 1775 werd Giroust sous maître de chapelle aan de Chapelle royale te Versailles, een positie die hij overnam van Charles Gauzargues. Dit gebeurde tijdens het koningschap van Lodewijk XV. Vanuit deze positie componeerde Giroust de Kroningsmis voor Lodewijk XVI en de Missa pro defunctis voor Lodewijk XV.
In 1780 werd Giroust aangesteld als superintendent van de Chapelle Royale. Deze positie bekleedde hij tot in 1792. Na enkele financiële tegenslagen werd hij conciërge aan het Kasteel van Versailles, waar hij stierf op 28 april 1799.
Giroust is gekend voor zijn vele revolutieliederen, waarvan de Hymne des Versaillais de bekendste is. Hij sloot zich bij de revolutionairen aan na de val van de monarchie in 1792. Het merendeel van zijn vrijmetselaarswerken zijn verloren gegaan, met uitzondering van de cantate La Déluge. Het merendeel van zijn oeuvre werd gered door zijn weduwe Marie-Françoise de Beaumont d'Avantois, een zangeres die ook werkzaam was te Versailles. Deze collectie wordt vandaag bewaard aan het Conservatoire de Paris.
In 2015 werd een notaboekje getiteld Regles de composition van Girousts hand teruggevonden. Dit manuscript is educatief van aard en bespreekt muziekcompositie in lekentermen. Het dateert uit 1778. Momenteel wordt het bewaard door het Tabularium van KU Leuven.

## Werk
- 6 missen, waaronder de kroningsmis voor Lodewijk XVI (31 juni 1776) en de Missa pro defunctis voor Lodewijk XV.
- 70 grands motets.
- Rituel Maçonnique Funèbre "Le Déluge" (1784).
- 14 oratoria (deels verloren).
- 12 bewerkingen van het Magnificat voor de kathedraal van Orléans.
- Télèphe (opera, enkel de ouverture is bewaard).
- Regles de composition (een handschrift over muziekcompositie).
- Verscheidene revolutionaire liederen